# 5-е тысячелетие до н. э.

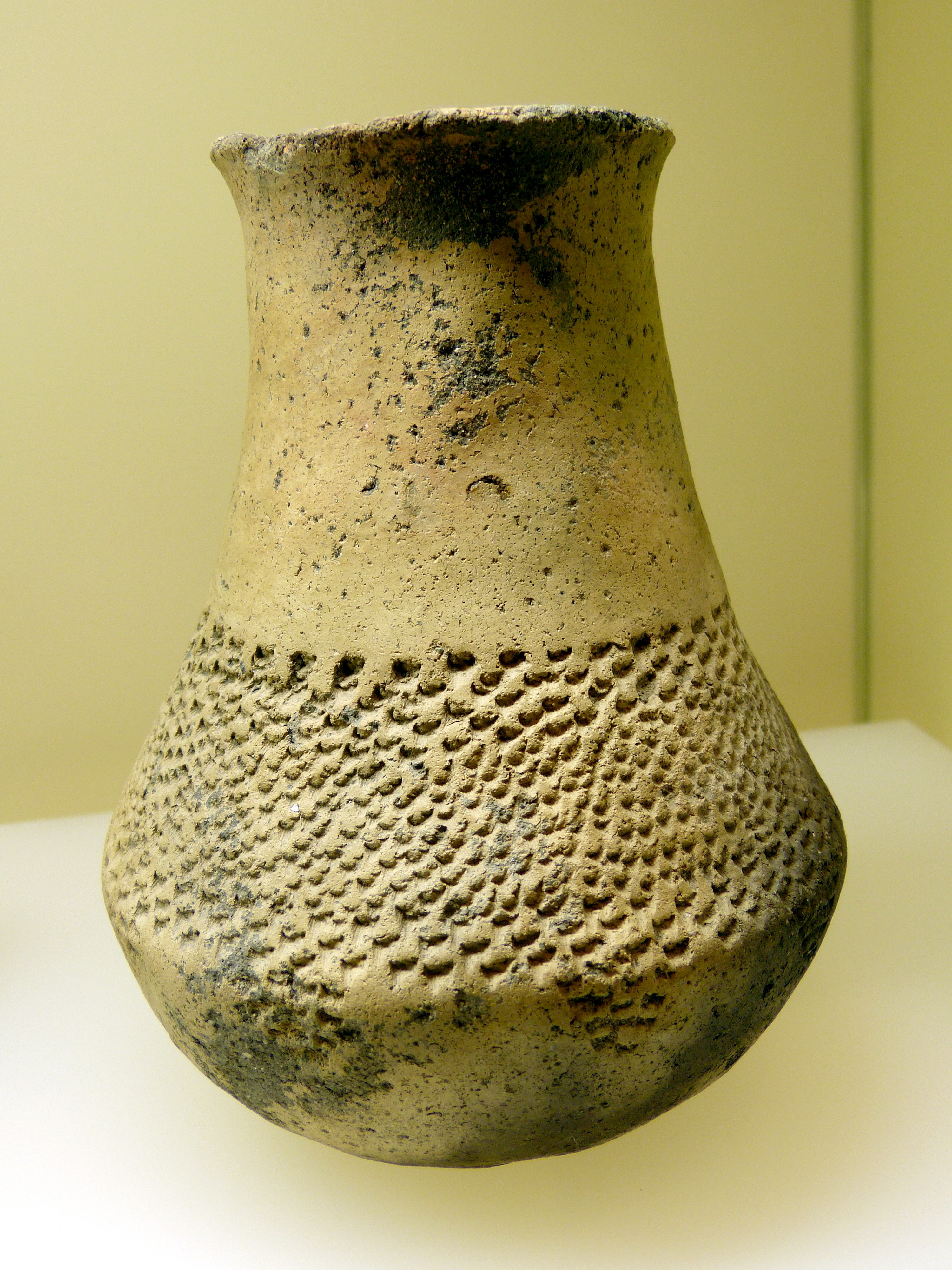
Рёссенская гончарная культура (4500 год до н. э.), Археологический музей Бранденбурга — Галерея каменного века

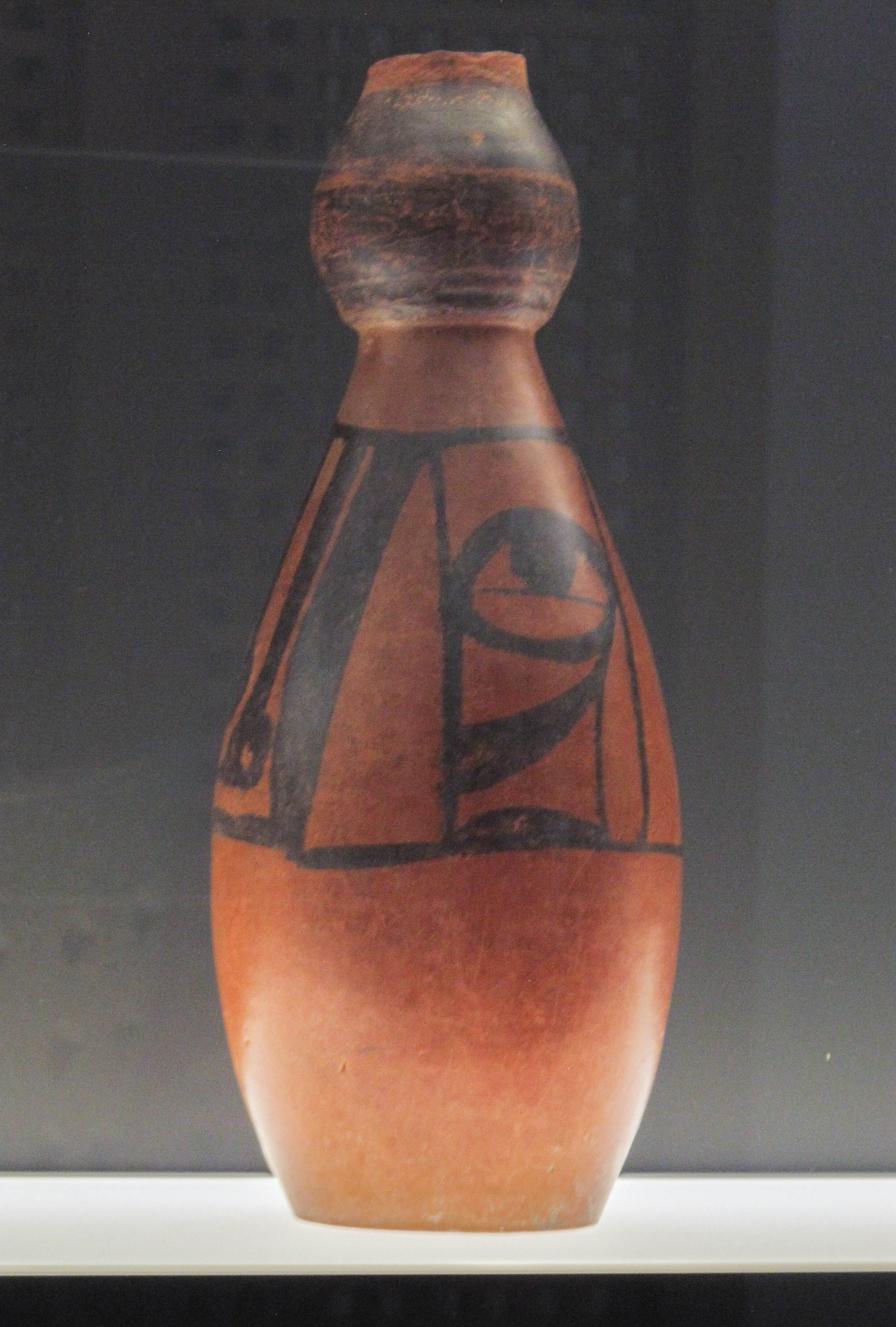
Бутылка с абстрактными мотивами. Культура Яншао, фаза Баньпо, 5-е тысячелетие до н. э. Музей Ритберга, Цюрих.

5-е (пя́тое) тысячеле́тие до на́шей э́ры по пролептическому юлианскому календарю — тысячелетие с 1 января 5000 года до н. э. по 31 декабря 4001 года до н. э. Ему предшествовало 6-е тысячелетие до н. э., за ним следовало 4-е тысячелетие до н. э. Оно закончилось 6025 лет назад.

## Культуры
- Трипольская культура на территории нынешних Украины, Молдавии и Румынии.
- Халколитические (меднокаменные) культуры Средний Стог, Самара и ранний Майкоп.
- 4900—4600 год до н. э. — в Центральной Европе возводятся сооружения при круговых рвах.
- 4500 год до н. э. — цивилизация Сузы и Киш в Месопотамии и Хузестане.
- 4570—4250 год до н. э. — культура Меримда-Бени-Салама в дельте Нила.
- 4400—4000 год до н. э. — культура Бадари в Верхнем Египте.
- Субнеолитическая днепро-донецкая и энеолитическая самарская культуры на территории Украины и юга России.

## События
- Ок. 5000 года до н. э. — распад алтайского праязыка (по данным глоттохронологии)
- Ок. 5000 года до н. э. — возделывание риса (как одного из основных продуктов питания) в Юго-Восточной Азии.
- Ок. 5000 года до н. э. — появление первых жителей на месте Библа, одного из древнейших городов мира.

## Изобретения и открытия
- 19 июля 4241 год до н. э. — введение 365-дневного календаря в Древнем Египте в первый день солнечного сидерического года относительно звезды Сириус[1].

- Ок. 5000 года до н. э. — гипотетические зачатки письменных систем, возможно, пиктографических: глиняные бирки с нарезными значками, найденные в Румынии у села Тэртерия[2] — Дунайское протописьмо.
- Ок. 5000 года до н. э. — сельское хозяйство достигает Атлантического побережья Европы от Древнего Ближнего Востока.
- Ок. 5000 года до н. э. — начало возделывания кукурузы на территории современной Мексики.
- Ок. 5000 года до н. э. — металлургия Бронзового века в Европе.
- Ок. 5000 года до н. э. — зарождается сельское хозяйство в Древней Японии; культивируются бобы и тыквы.
- Ок. 4500 года до н. э. — плуг внедрён в Европе.
- Медные штыри, датируемые 4000 г. до н. э., найдены в Египте.
- Одомашнивание азиатского буйвола в Китае.
- Развитие пивоварения.
- Развитие колеса в Месопотамии и Центральной Европе.

## Мифические события
- 4004 год до н. э. — дата сотворения мира в летоисчислении от «сотворения мира» согласно масоретскому тексту Ветхого Завета. Конкретная дата (22 октября) была определена ирландским архиепископом Джеймсом Ашером в 1650 году.

## Прочее
- Понедельник, 1 января 4713 года до н. э. (по пролептическому юлианскому календарю) — начало отсчёта юлианской даты.